# La última gota (Leyster)
La última gota es una pintura al óleo de 1629 de Judith Leyster en la colección John G. Johnson del Museo de Arte de Filadelfia.  Fue considerada una obra de Frans Hals hasta 1903, cuando se observó que estaba firmada 'JL*' en la jarra.

## Fondo

### La artista
Judith Leyster fue una artista muy conocida en su época; sin embargo, su reputación fue olvidada poco después de su muerte.  No se encontraron menciones de su nombre en los registros de ventas ni se hicieron impresiones de sus obras de arte. Sin embargo, al principio de su carrera, fue reconocida como la primera mujer artista en el Gremio de San Lucas de Haarlem.  No fue hasta 1893 que Judith Leyster fue redescubierta y reconocida como una miembro destacada de la pintura holandesa del Siglo de Oro. 

### Procedencia
La última gota de Judith Leyster estaba en la colección de Sir George Donaldson en Londres alrededor de 1903. Luego, el lienzo se vendió de la colección de Cornelis Hoogendijk en Frederik Muller & Co, Ámsterdam, el 28 o 29 de abril de 1908. A partir de ahí, fue adquirido por John G. Johnson para el Museo de Arte de Filadelfia en Filadelfia. 

### Atribución errónea

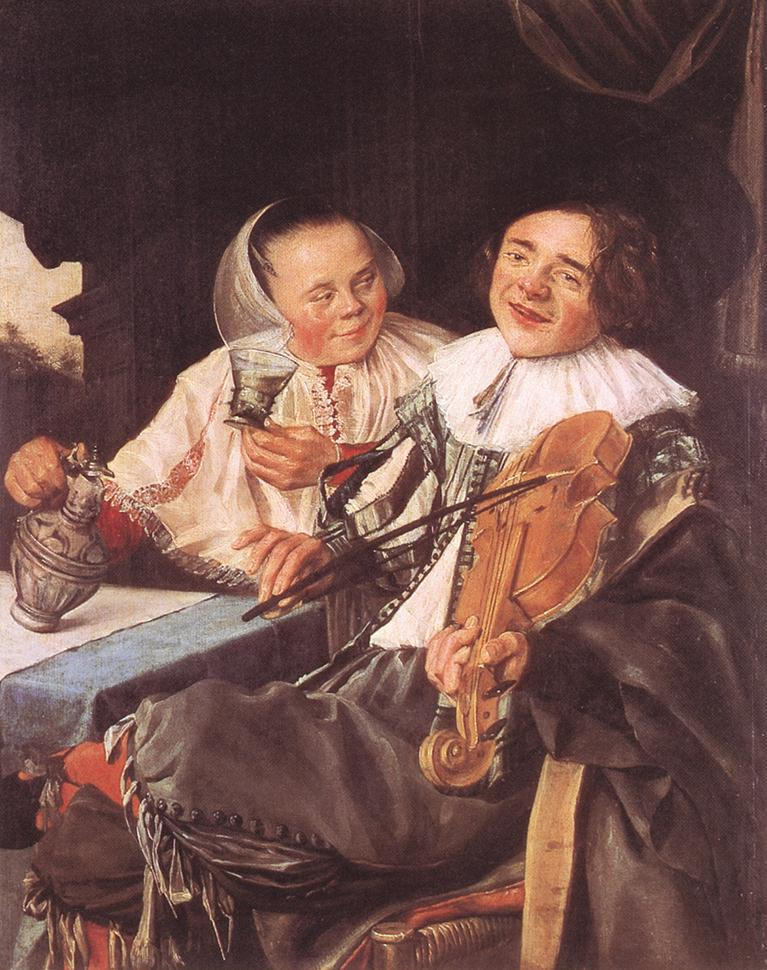
Judith Leyster, Pareja de juerga, WGA12954.

Leyster no fechó La última gota y El trío alegre; por lo tanto, Juliane Harms fechó ambas pinturas entre los años 1631 y 1633. Estas eran las fechas de otras pinturas a la luz de las velas de Leyster, por ejemplo, La proposición. En 1642 se registró que un marchante de arte llamado Emanuel Burck vendía obras de arte firmadas con el nombre "Judith Molenaer" y "Judith Leyster". Molenaer era el apellido de casada, por su marido Jan Miense Molenaer. Es posible que Emanuel Burck conociera personalmente a Leyster y usara su apellido de casada en lugar de su apellido de soltera a propósito. Otro nombre que utilizó en los documentos legales fue "Juffrow Molenaer". Cuando murió su marido, en el inventario de pinturas de su casa no figuraba con el nombre de Judith Leyster sino con el nombre de: "Juffrow Molenaer", "Su esposa", "Esposa del difunto" y "Judith Molenaer".  En 1903 se documentó que el marchante y casa de subastas británica Sir George Donaldson expuso juntos La última gota y El trío alegre. Luego, se exhibieron en la exposición Guildhall de 1904, Pintores de la escuela holandesa, donde figuraban atribuidas a Judith Leyster y Frans Hals. La última gota y El trío alegre probablemente eran pendants, ya que luego se informó que tenían las mismas medidas. En ese momento, Cornelis Hofstede de Groot reconoció la firma de Leyster en Pareja de juerga, que anteriormente había sido atribuida a Frans Hals. Después de este reconocimiento, Groot identificó seis pinturas más de Judith Leyster. La exposición del Guildhall presentó una biografía de Frans Hals, pero no de Judith Leyster. Los organizadores de la exposición no quisieron entregar la etiqueta a Frans Hals. A menudo se equivoca al afirmar que Leyster fue alumna de Frans Hals, aunque no hay pruebas suficientes de que así fuera. Existe un ligero parecido entre la obra de Leyster y el estilo artístico de Frans Hals, pero esto no es suficiente para demostrar que ella fue su alumna. En 1904, los organizadores de esa misma exposición en Guildhall también atribuyeron la pintura Mujeres jóvenes en su baño al nombre de Leyster, pero escribieron sobre el arte de la pintora de manera negativa.

### Restauración

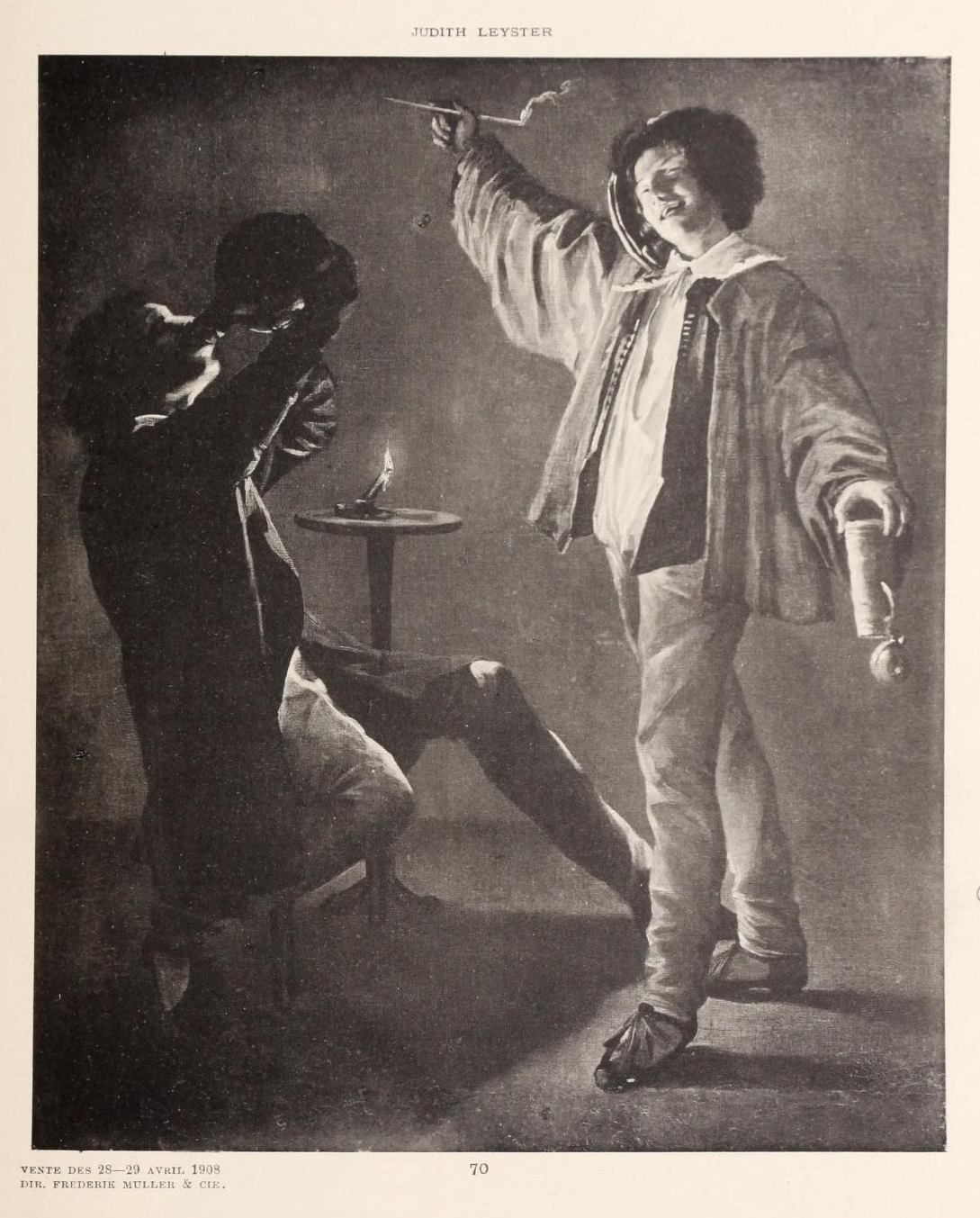
La foto del catálogo de venta de 1908 de la subasta de Frederik Muller & Co. muestra el estado anterior de la pintura, con el esqueleto sobrepintado.

Juliane Harms documentó La última gota en 1908. En aquel momento, la figura moralizante del esqueleto había sido ocultada y en su lugar había una lámpara. El esqueleto sólo se conocía gracias a una copia de estudio. En la década de 1990, el lienzo fue examinado mediante fotografías con luz rasante y rayos X.  Desde entonces, la pintura ha sido restaurada, quitando la lámpara pintada y dejando al descubierto el esqueleto de nuevo. Esto demuestra que generaciones posteriores se sintieron incómodas con la imagen de la muerte en el centro de la pintura. Esta representación moral fue lo suficientemente despreciada como para que alguien pidiera tapar el esqueleto. 

## Interpretación
En referencia al esqueleto y la escena festiva de La última gota, un significado subyacente de esta obra de arte se centra en la pérdida del respeto por uno mismo y el estado disipado producto de la embriaguez.  Ambos hombres parecen no preocuparse por las acciones que están cometiendo ya que el esqueleto está en su presencia. La expresión facial y la postura del esqueleto muestran que se divierte tanto como los borrachos. Los esqueletos eran figuras familiares en el arte del siglo XVII y representaban la naturaleza inevitable de la muerte. Las figuras de los dos hombres parecen similares a las figuras de la escena del El trío alegre también pintada por Leyster en 1629. Ambas obras serían pues complementarias, representando una el día y la otra la noche. El trío alegre ilustra la primera etapa de la bebida, tocando música y bebiendo alegremente, mientras La última gota los representa por la noche, cuando se pone el sol, en la última etapa de la fiesta después de continuar bebiendo; ahora los jóvenes aparecen cegados por los efectos de la bebida. La escena nocturna está representada por el uso de una vela en la mano del espectro, entre los hombres y el esqueleto. A estas alturas, ambos hombres están muy borrachos y no se dan cuenta del esqueleto que hay entre ellos, advirtiéndoles. 

### Frima Fox Hofrichter

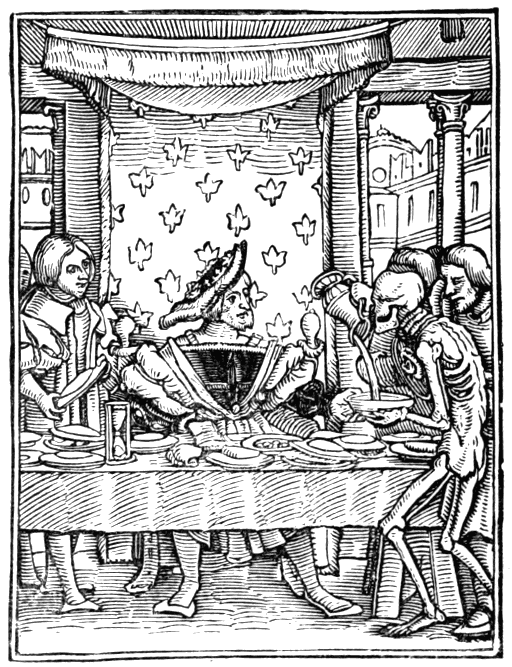
El rey en la Danza de la Muerte, grabado de Hans Holbein el Joven.

Según Hofrichter, la escena muestra un tema común de vanitas con una jarra invertida, indicando que ya no queda nada, y una pipa encendida para fumar para mostrar que la fiesta ha terminado.  El esqueleto sostiene un reloj de arena para subrayar que el tiempo se acaba para la fiesta, pero también para la vida de los presentes. Esto es similar a la serie sobre la Danza de la Muerte de Hans Holbein el Joven, que también muestra un esqueleto rondando a los que están intoxicados y dándole más de beber. Este parece ser el significado original de la pintura antes de que se pintara la mesita con la palmatoria sobre el esqueleto. Judith Leyster utilizó una vela para iluminar las actividades que se desarrollan y establecer la ambientación nocturna. Por el contrario, la escena diurna de El trío alegre sirve para mostrar que la verdadera alegría se puede encontrar con moderación. Cuando Hofrichter ofreció esta interpretación de La última gota, sólo conocía el esqueleto oculto a través de imágenes de rayos X. 

### Interpretación reciente
En el catálogo en línea del Museo de Arte de Filadelfia, la obra de arte se describe como una escena de vastenavond (Martes de Carnaval),  la culminación de estas fiestas de  alegría y excesos, el día antes del Miércoles de Ceniza que da paso a la frugal Cuaresma. El catálogo explica La última gota como una representación de los jóvenes que se daban atracones de alcohol antes del ayuno y la restricción del consumo de bebidas alcohólicas de la Cuaresma, en función de las acciones que realizan los individuos y los elementos que sostienen. El esqueleto es una representación de las consecuencias de su exceso. La figura de la Muerte sostiene una calavera y un reloj de arena y se inclina hacia los hombres, pero ellos no se dan cuenta debido a su estado mental. 

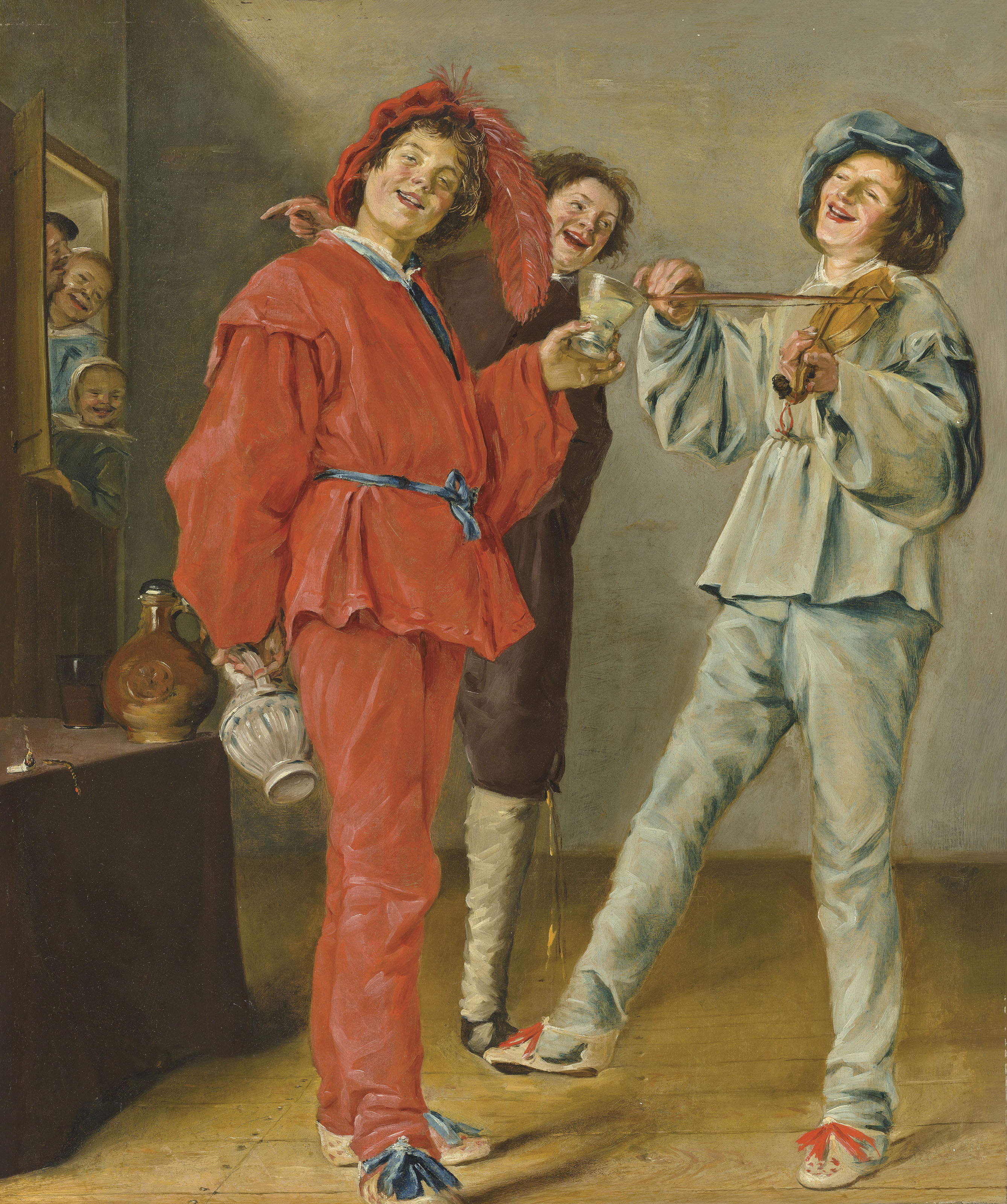
El trío alegre.
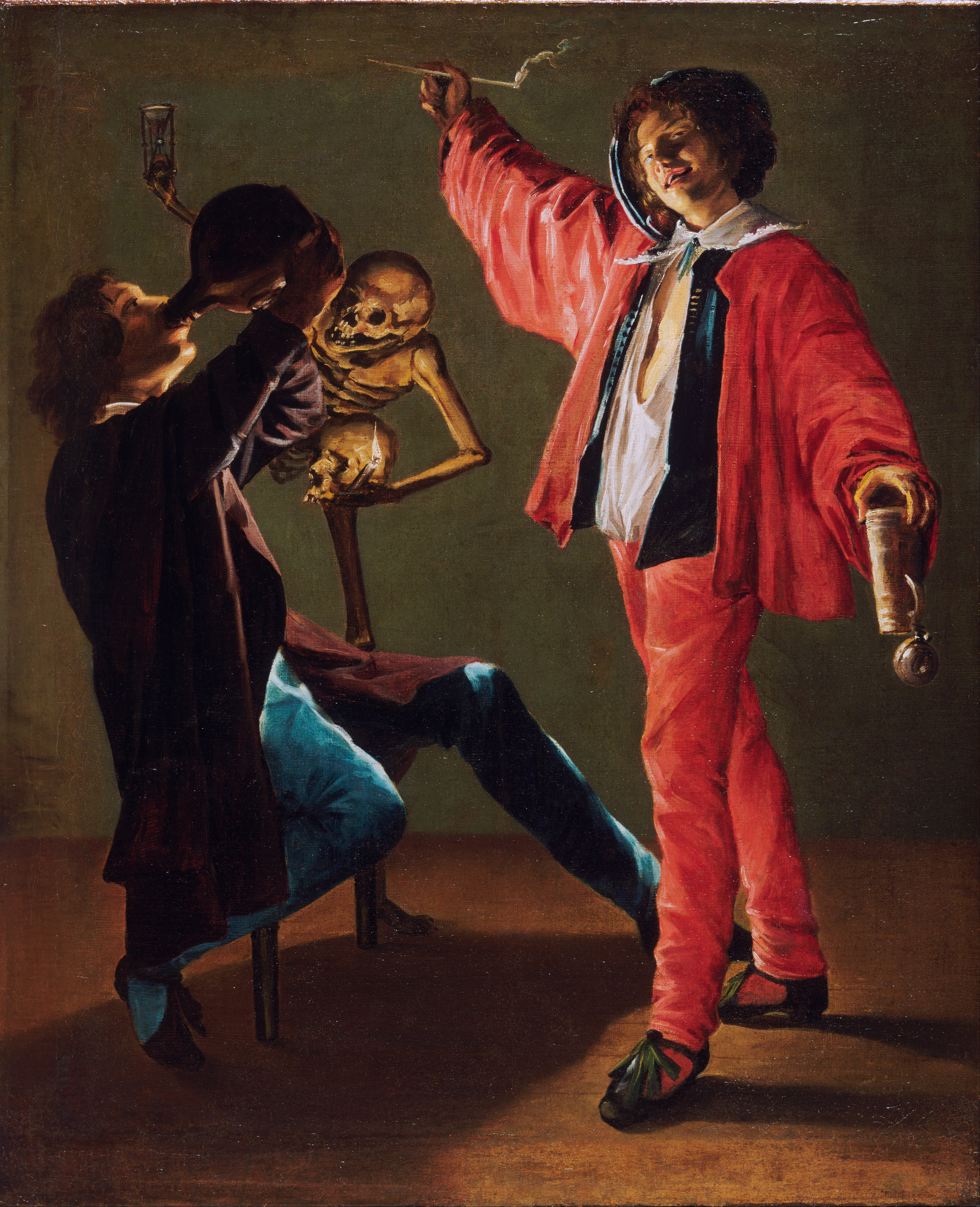
La última gota.